# Xuân Giao
Xuân Giao là một xã thuộc huyện Bảo Thắng, tỉnh Lào Cai, Việt Nam.

## Địa lý
Xã Xuân Giao nằm gần trung tâm huyện Bảo Thắng, có vị trí địa lý:
- Phía đông giáp xã Sơn Hải
- Phía tây giáp xã Gia Phú
- Phía nam giáp thị trấn Tằng Loỏng
- Phía bắc giáp xã Gia Phú và xã Sơn Hải.

Xã Xuân Giao có diện tích 25,26 km², dân số năm 2019 là 8.762 người, mật độ dân số đạt 347 người/km².

## Hành chính
Xã Xuân Giao được chia thành 13 thôn.

## Lịch sử
Đến năm 2019, xã Xuân Giao có diện tích 27,76 km², dân số là 11.050 người, mật độ dân số đạt 398 người/km².
Ngày 11 tháng 2 năm 2020, Ủy ban Thường vụ Quốc hội ban hành Nghị quyết số 896/NQ-UBTVQH14 về việc sắp xếp các đơn vị hành chính cấp huyện, cấp xã thuộc tỉnh Lào Cai (nghị quyết có hiệu lực từ ngày 1 tháng 3 năm 2020). Theo đó, điều chỉnh 2,50 km² diện tích tự nhiên và 2.288 người thuộc 3 thôn: Hợp Xuân 1, Hợp Xuân 2, Cù 1 của xã Xuân Giao vào thị trấn Tằng Loỏng.
Sau khi điều chỉnh, xã Xuân Giao có diện tích 25,26 km², dân số là 8.762 người.